# 木村登紀子
木村 登紀子（きむら ときこ、1940年10月27日 - ）は、日本の心理学者。学位は博士（文学）（東北大学・2005年）。聖路加国際大学名誉教授。
聖路加看護大学看護学部教授、淑徳大学総合福祉学部教授、日本ヒューマン・ケア心理学会常任理事などを歴任した。

## 経歴
1964年、東北大学文学部（心理学）卒業。1966年、東北大学大学院文学研究科修士課程（心理学専攻）修了。1968年、東北大学大学院文学研究科博士後期課程中退。聖路加看護大学の看護学部にて 教授などを歴任した。2001年、淑徳大学教授就任。2005年、東北大学より博士（文学）。

## 人物
指導健康心理士、臨床心理士などの資格を持つ。

## 著書
- 『死にゆく患者への援助』（岡堂哲雄編、金子書房、患者の心理とケアの指針） 1997
- 『医療・看護の心理学 - 病者と家族の心理とケア』（川島書店） 1999
- 『つながりあう「いのち」の心理臨床 患者と家族の理解とケアのために』（新曜社） 2009

### 共著
- 『発達と教育の心理学』（高嶋正士, 山本多喜司, 岡村一成, 藤田主一, 岡田洋子, 河合伊六共著、福村出版） 1996

## 所属学会
- 日本ヒューマン・ケア心理学会（常任理事）
- 日本健康心理学会（理事）
- 日本心理臨床学会
- 日本人間性心理学会
- 日本臨床死生学会
- 日本社会心理学会